# Hazai Samu
Báró Hazai Samu (1876-ig Kohn Sámuel; Rimaszombat, 1851. december 26. – Budapest, 1942. február 10.) hivatásos katonatiszt, honvéd vezérezredes, felsőházi tag, 1910 és 1917 között a Magyar Királyság honvédelmi minisztere. Az Osztrák–Magyar Monarchia izraelita vallású tábornokai között ő érte el a legmagasabb rendfokozatot.

## Élete
A gimnázium és a kereskedelmi iskola elvégzése után 1873-ban besorozták honvédnek. Kiváló képességeit hamar felismerték, s még ősszel beíratták a Ludovika Akadémia tisztképzőtanfolyamára. 1874-től hadapródként teljesített szolgálatot, 1876-ban hadnaggyá avatták, mellyel egy időben döntött a kikeresztelkedés mellett s a nevét is magyarosította Kohnról Hazaira.
1878 és 1879 között a honvéd felsőbb tiszti tanfolyamát, 1879 és 1881 között a bécsi hadiiskolát hallgatta. 1881-től dandársegédiszt, 1883-ban főhadnagy lett, majd hadtestvezérkari, honvédkerületi, 1886-ban honvédelmi minisztériumi szolgálatra vezényelték, ahol 1888-ban századossá avatták. 
1889 és 1904 között a Ludovika Akadémián is tanított: 1889-től 1893-ig a felsőbb tiszti, 1893-tól 1902-ig a honvédtörzstiszti tanfolyamon, 1902-től 1904-ig pedig a törzstiszti tanfolyamon. A Ludovika Akadémia Közlönye szerkesztője volt.
1895-ben őrnagy, 1897-ben alezredes, 1900-ban vezérkari ezredes, 1907-ben tábornokká léptették elő. 1904-tól 1910-ig a Honvédelmi Minisztérium ügycsoportfőnöke volt. 1910. január 17-étől 1917. február 19-éig a Khuen-Héderváry Károly, Lukács László és Tisza István által vezetett kormányban a honvédelmi tárcát irányította. Hamarosan megkapta a valóságos belső titkos tanácsosi címet és hozzá az altábornagyi rangot. A losonci kerület országgyűlési képviselőjeként jutott be a Parlamentbe.
1912-ben bárói rangot kapott. 1914-ben gyalogsági tábornokká, 1916-ban vezérezredessé nevezték ki. 1917 és 1918 között az osztrák–magyar fegyveres erők pótlásügyi főnöke is volt, ezért meg kellett válnia a minisztérium vezetésétől. 1917-től a 46. szegedi közös gyalogezred „ezredtulajdonosa” lett. 
Az első világháború után visszatért Budapestre és nyugállományba helyezték. A Tanácsköztársaság alatt letartóztatták, huzamosabb ideig túszként tartották fogva. A Horthy-rendszer idején több bank és vállalat igazgatósági taggá választotta, 1927-től a Felsőház tagja volt. A fővárosban hunyt el 90 éves korában.

## Jelentősége
A Tisza-, a Fejérváry-, és a második Wekerle-kormány alatt az ő elképzelései alapján történt a honvédelem fejlesztése. A katonai bűnvádi eljárásról szóló, sokáig sürgetett, modern szellemű törvény, a háború esetére való rendkívüli kormányzati intézkedések, s legfőképp a korszakot alkotó véderőreform kodifikálása és parlamenti képviselete fűződik nevéhez. 
Számos cikkén kívül több katonai műve jelent meg (pl.: Alkalmazó megbeszélések a spicherni csatából (1897), A háború tényezői (1915)). Hamary Béla hadbíró századossal együtt lefordította Carl von Clausewitz: A Háborúról című munkáját (1892–1894).